# Norrskedika
Norrskedika est une localité de Suède dans la commune d'Östhammar située dans le comté d'Uppsala.
Sa population était de 200 habitants en 2010.